# Grahame Clark
Grahame Clark, né le 28 juillet 1907 à Bromley (Grand Londres) et mort le 12 septembre 1995 à Cambridge, est un archéologue et préhistorien britannique, spécialiste de l'économie de la Préhistoire et du Mésolithique en Europe. Il a passé l'essentiel de sa carrière à l'université de Cambridge, où il a été professeur titulaire de la chaire d'archéologie Disney de 1952 à 1974, et directeur de la faculté Peterhouse de 1973 à 1980.

## Biographie
Né dans une famille aisée, John Grahame Douglas Clark s'est tôt intéressé à la Préhistoire en constituant une collection d'outils de silex préhistoriques. Après sa scolarité au Marlborough College (Wiltshire), il entama des études à la faculté Peterhouse de l'université de Cambridge, où il a obtenu sa maitrise puis son doctorat. Sa thèse, plus tard publiée, portait sur la Mésolithique en Grande-Bretagne.
En 1932, il cofonda le comité de recherche de Fenland, à travers lequel il fouilla plusieurs sites préhistoriques dans les Fens d'Est-Anglie. Il était un des principaux membres de la Prehistoric Society of East Anglia et joua un rôle déterminant, aux côtés de Vere Gordon Childe et de Stuart Piggott, pour la transformer en 1935 en The Prehistoric Society. Il a été rédacteur en chef de la revue scientifique de l'association, Proceedings of the Prehistoric Society, de 1933 à 1970.
Durant la Seconde Guerre mondiale, Clark fut mobilisé dans la Réserve de la Royal Air Force. Il resta en Grande-Bretagne, travaillant dans la reconnaissance aérienne, et écrivit quelques articles archéologiques durant son temps libre. Après la guerre, il retourna à l'université de Cambridge, où il travailla comme enseignant à plein temps. De 1949 à 1951, il fouilla l'important site mésolithique de Star Carr, dans le Yorkshire du Nord. Parmi ses autres fouilles menées à cette époque figurent le site de l'Âge du fer de Micklemoor Hill (Norfolk) et le site néolithique de Hurst Fen (Suffolk). En 1951, il fut élu membre de la British Academy, nommé en 1952 à la chaire d'archéologie Disney de Cambridge, et élu en 1959 président de la Prehistoric Society.
Plus tard, il a beaucoup voyagé à l'étranger, souvent comme professeur invité. À cette époque, il a aussi beaucoup écrit, quoiqu'avec moins de succès public qu'au début de sa carrière.
Clark était considéré dès son époque comme l'un des principaux préhistoriens de sa génération. Il est reconnu pour ses travaux concernant les conditions économiques et environnementales de l'Europe préhistorique. Il a reçu de nombreux prix et honneurs, dont le prix Érasme des Pays-Bas et un titre britannique de Sir. Brian Fagan a écrit sa biographie en 2001.